# 阿拉塔卡
阿拉塔卡是巴西巴伊亚州的一个市镇。总面积396.09平方公里，总人口9704人，人口密度24.5人/平方公里。